# Literatur Ozeaniens

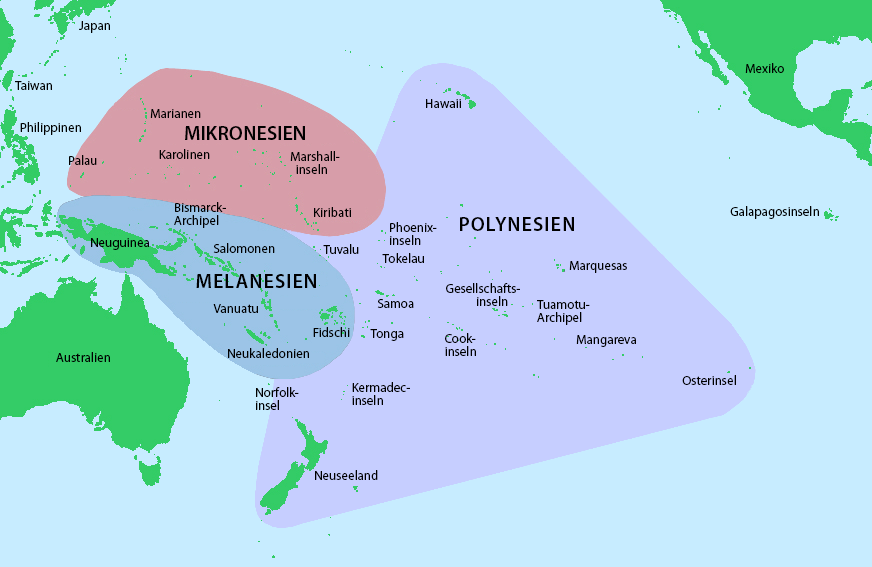
Die pazifischen Kulturgebiete

Die Literatur Ozeaniens ist die Literatur der Menschen in Melanesien, Mikronesien und Polynesien in Vergangenheit und Gegenwart. Sie wurde und wird in verschiedenen Sprachen verfasst, hauptsächlich jedoch in Englisch.
Nicht berücksichtigt werden hier die Literaturen Australiens und Neuseelands, zweier Länder, in denen die angelsächsische kulturelle Dominanz in der literarischen Produktion von Beginn an so stark ausgeprägt war, dass die ursprünglichen Bewohner, die Aborigines und Māori sich nur sehr spät und als benachteiligte Minderheitsgruppen gegenüber einer angelsächsisch geprägten Mehrheitskultur literarisch Geltung verschaffen konnten. Ein kleiner Inselstaat wie Tonga hingegen war seit 1000 Jahren Königreich und wurde nie vollständig kolonialisiert; hier herrscht das Gefühl regionaler Verbundenheit mit dem großen polynesischen Sprachraum vor, in dem die Weißen immer nur eine Minderheit darstellten.

## Die vorliterarische Phase
Insgesamt werden in der Pazifik-Region etwa 1300 verschiedene Sprachen gesprochen. Polynesien ist trotz seiner riesigen Ausdehnung ethnisch und sprachlich jedoch viel homogener als das in ethnischer und sprachlicher Hinsicht extrem zersplitterte Melanesien und Mikronesien. Gemeinsam ist den Gesellschaften und Kulturen, dass das Erzählen von Geschichten, Singen und Tanzen wichtige Elemente des Sozialisationsprozesses waren. Viele Traditionen insbesondere Melanesiens wurden im späten 19. und 20. Jahrhundert durch die christliche Mission zerstört.

### Melanesien

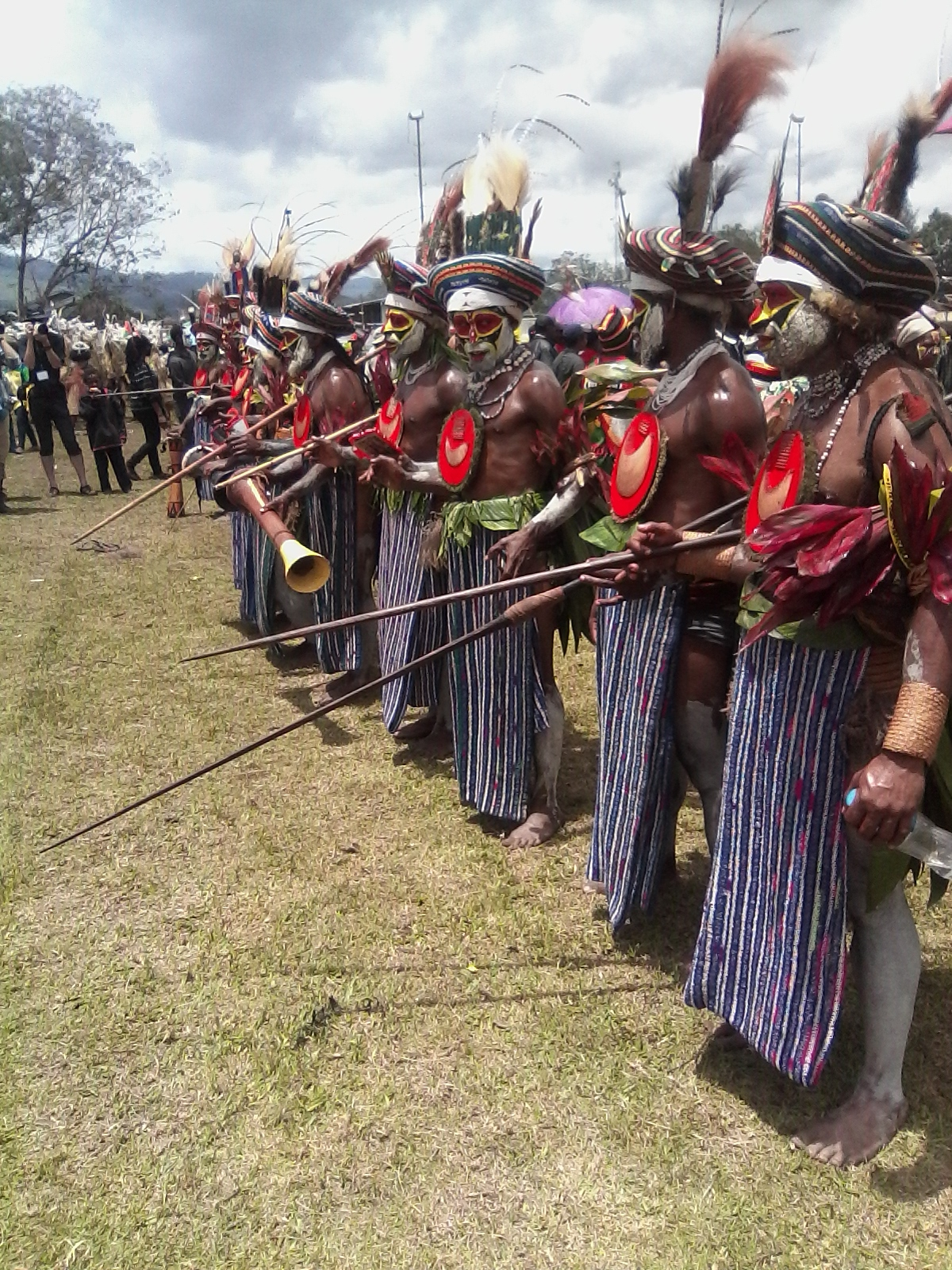
Tänzer bei einer Vorführung im westlichen Hochland Papua-Neuguineas (2020)

Die vorschriftliche Überlieferung Melanesiens war geprägt durch Mythen zur Entstehung von Mensch und Natur sowie zur Entstehung sozialer Gruppen. Viele Mythen handeln von der Setzung eines Urvaters und Ahnen durch eine unergründliche Macht. Aber auch andere Geschichten handelten von übernatürlichen Dingen, nicht vom profanen Alltag der Menschen. Die Mythen – insbesondere die Schöpfungsmythen – waren heilige Legenden, die eng mit religiösen Ritualen verbunden waren und oft zurückgehalten wurden, auch vor den Frauen. Kulturschaffende Heroen spielten eine große Rolle, z. B. das mythische Brüderpaar Kilibob und Manub. Durch die Vermischung und Wanderung vieler Mythen – insbesondere der ältesten – lassen sich hier wie auch in Mikronesien lokale Erzählformen nur schwer isolieren. Zaubersprüche, Lieder und vor allem zahllose Metaphern entfernten sich oft von ihrem Entstehungskontext und waren auch für Einheimische kaum noch verständlich, auch wegen der enormen Sprachzersplitterung. Märchen hingegen wurden auch unabhängig von den Ritualen erzählt. Eine Sammlung von Mythen und Märchen der Eipo (die im von Indonesien verwalteten Westneuguinea leben) im Original mit Transkription wurde von Volker Heeschen herausgegeben.
Der Prozess des Aussterbens der lokalen Sprachen, die teils nur von wenigen Hundert Menschen gesprochen werden, wird durch die Fortschritte im Erziehungssystem und die Urbanisierung noch gefördert.

### Mikronesien
Auch in Mikronesien sind feste Gattungen in der vorkolonialen Phase nur schwer auszumachen. Gesang, Tanz, Masken und Bilder auf den Hausgiebeln wirken in einem rezitierten Mythos zusammen, der sich z. B. auf die Abstammung einer Familie oder die Bildung einer Gruppe beziehen kann. Die Rezitative der Mythen können wenige Minuten, aber auch mehrere Stunden umfassen. Dabei werden komplexe Symbole und Anspielungen auf bestimmte rituell verehrte Orte und lokale Gottheiten verwendet, die für einen Fremden kaum zu verstehen sind. Hinzu kommt die große ethnische und Sprachvielfalt, die die Verständigung erschwert. So haben die heutigen Föderierten Staaten von Mikronesien mit der Hauptinsel Pohnpei auf 700 km² sieben offizielle Staatssprachen neben vielen Dialekten.
Ein wichtiger Mythenzyklus Mikronesiens, hier für Truk und Yap, ist der Olofat-Zyklus: Olofat wird darin als vermenschlichter, hedonistischer Gott gedacht, ein Trickster. Auf Nauru wird der Mythos von Areop-Enap, dem Weltenschöpfer gepflegt. Dieser Spinnengott, der aus Sand und Wasser die ersten beiden Wesen erschafft, findet sich als Nareau in den Schöpfungsmythen der I-Kiribati wieder.
An vielen Orten Mikronesiens wurden von Ethnographen Mythen und die Folklore aufgezeichnet, so durch Augustin Krämer, den Marinearzt der Hamburger Südsee-Expedition 1908–1910. Diese konnte Paul Hambruch mit seinen 1916 im Diederichs Verlag erschienenen Märchen der Südsee auszugsweise erstmals in Deutschland bekannt machen. In Mikronesien folgten später der Japaner Hisataku Hijikata für Palau (1942 und 1953) und die US-Amerikaner Melford Spiro für Ifalik (1951) und William A. Lessa für das Ulithi-Atoll in den Karolinen (1961 und 1980) sowie neuerdings Jane Downing und der Archäologe Dirk H. R. Spennemann, die illustrierte Schulbücher für die Marshallinseln herausgaben.

### Polynesien
Vor der Kolonialzeit waren die Häuptlinge die Träger der historisch-genealogischen Überlieferung in einer jahrhundertealten schriftlosen Kultur. Jedoch gab es Bildzeichen auf Tapa-Rindenbaststoff oder Ritzungen auf Stein und Holz, die zeremonielle, rituelle, mnemotechnische oder genealogische Funktionen hatten. Eine besonders elaborierte Form stellte die Rongorongo-Bildschrift der Osterinsel dar.
Kultische Gesänge und Tanzspiele waren durch Integration von Tanz, Gesang und Instrumentalbegleitung geprägt. Einige mündlich überlieferte polynesische Mythen sind mit denen der alten Japaner, aber auch denen der Dayak auf Borneo verwandt. Nur auf der Osterinsel (Rapa Nui) kam es vor der Missionierung zu Aufzeichnungen in der Schrift Rongorongo. Überall in Polynesien brachte die christliche Missionierung die Schrift, zerstörte aber alte mündliche Traditionen durch Verbote kultischer Praktiken.

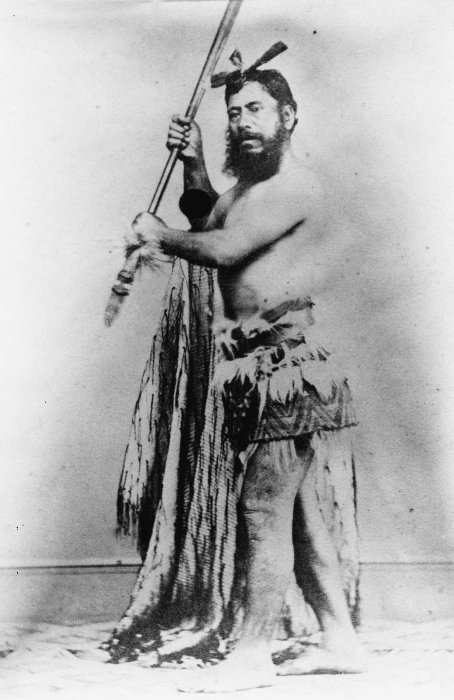
Wiremu Maihi Te Rangikaheke († 1897)

Günstig wirkte sich auf den Erhalte der Überlieferung die relative Homogenität des polynesischen Sprachraums aus. Insbesondere das alles beherrschende Meer hat viele anthropomorphe Gottheiten und Heldengeschichten hervorgebracht. Zu den wichtigsten erhaltenen Überlieferungen der erst um das Jahr 1000 aus dem pazifischen Raum nach Neuseeland eingewanderten Māori gehören die Waiata genannten Liebes- und Klagelieder, die erstmals vom Gouverneur Neuseelands George Edward Grey gesammelt, vor allem von dem Stammesführer Wiremu Maihi Te Rangikaheke. Grey erlernte dafür eigens die Sprache der Maori und veröffentlichte die Lieder 1855. Sie werden heute immer noch gemeinsam gesungen.
Besonders in Samoa, wo noch über 400.000 Menschen Samoanisch, eine Form des Polynesischen sprechen, haben sich bis heute viele Mythen und Gebräuche erhalten, so vor allem der Mythos des Schöpfer- und Himmelsgottes Tagaloa (in Tonga: Tangaloa, in Neuseeland in ähnlicher Rolle der Meeresgott Tangaroa). Samoanische Mythen und Erzählungen (tala) wurden u. a. in der deutschen Kolonialzeit von Paul Krämer und F. W. K. Müller gesammelt.
Seit den 1880er Jahren wurden auch auf Hawaii unter König David Kalākaua traditionelle Erzählungen in polynesischer Sprache schriftlich fixiert. Der erste hawaiianische Roman wurde 1863 von S. N. Haleole publiziert. Diese Entwicklung wurde durch die Kolonisierung seitens der USA und die damit einhergehende Dominanz der englischen Sprache unterbrochen. Die Hawaiische Sprache ist heute fast ausgestorben.
Alte Geschichten und Gesänge aus Tonga wurde von Ernest Edgar Vyvyan Collocott (* 1986) von den 1920er bis in die 1970er Jahre (und später posthum) publiziert.

## Anglophone Literatur Ozeaniens des 20. Jahrhunderts
Während der Kolonialperiode, die z. T. nur 60 bis 70 Jahre betrug, wirkte der europäische Einfluss auf die Kultur weitgehend durch die Missionsschulen. Aus dem 19. Jahrhundert sind nur wenige Lebenszeugnisse einheimischer Missionaren überliefert, z. B. die Memoiren des auf Fidschi lebenden Tonganers Joeli Buru (Siaoeli Pulu, ca. 1810–1877). Vielfach kam es zur Entwicklung von Pidginsprachen – teils mit Einsprengseln von Hindi – oder Sprachgemischen zwischen europäischen Sprachen wie etwa auf Nauru, was die Entwicklung einer Schriftkultur verzögerte. Auch die Stärke der mündlichen Überlieferung hat die Entstehung einer Literatur eher behindert. Einen Wendepunkt bildete erst das Südpazifik-Kunstfestival in Suva (Fidschi) 1972, auf der man sich des Fehlens einer schriftlichen Literatur bewusst wurde.

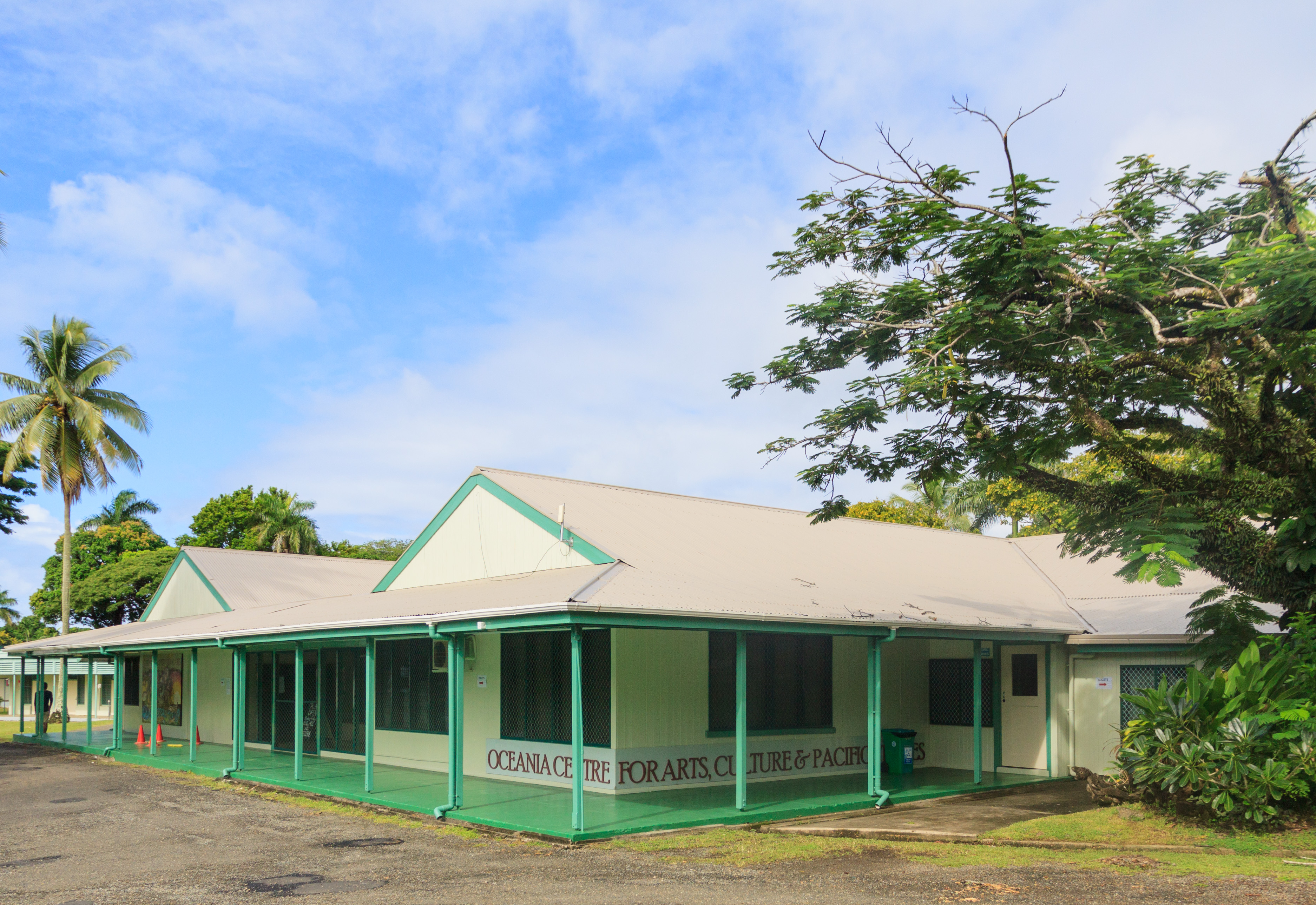
University of the South Pacific, Campus in Suva

Mit der Unabhängigkeit von Westsamoa (1962), Fidschi (1970) und Tonga (1970) und der Entwicklung des tertiären Bildungssystems kristallisiert sich eine neue englischsprachige Literatur des Südseeraums heraus, die ihr Zentrum an der 1968 gegründeten University of the South Pacific (Unispac oder USP) mit Hauptsitz in Suva und mehreren Dependenzen auf anderen Inselgruppen hatte. Daneben spielt die University of Papua New Guinea (1965) eine wichtige Rolle. Insofern bestehen Parallelen zu postkolonialen englischsprachigen Literatur Afrikas, die von den neu gegründeten Universitäten in Kampala und Ibadan ihren Aufschwung nahm. Ulli Beier, der in den 1960er Jahren schon eine wichtige Rolle in der Entwicklung der Literatur Nigerias gespielt hatte, kam 1968 nach Papua-Neuguinea und gründete die Literaturzeitschrift Kovava.
Im Einzugsbereich beider Hochschulen wuchs in den 1970er Jahren das Zusammengehörigkeitsgefühl unter den gebildeten Eliten vor allem des anglophonen Polynesiens trotz der politischen Zersplitterung stark an. Mikronesien wurde von dieser Tendenz in wesentlich geringerem Umfang erreicht, Französisch-Polynesien und Neukaledonien gar nicht.
Durch die politischen Unruhen der 1980er Jahre vor allem auf den Fidschiinseln kamen zahlreiche literarische Aktivitäten zum Erliegen. So wurden verschiedene Literaturzeitschriften eingestellt. Gelegentlich geben aber australische, neuseeländische oder US-amerikanische Literaturzeitschriften Ausgaben heraus, die der Literatur des Pazifik gewidmet sind. Die Mobilität der postkolonialen Autoren ist groß; viele haben in den USA oder Neuseeland studiert und wohnen nicht mehr in ihrem Heimatland. Seit der Jahrtausendwende wächst die literarische Produktion wieder an.

### Papua-Neuguinea
Die Sprachzersplitterung – Papua-Neuguinea ist mit 700 bis 800 Sprachen der Staat mit der größten Sprachenvielfalt der Welt – bildete ein Hemmnis der Bewahrung oraler Traditionen wie auch der Alphabetisierung. Seit 1920 verbreitete sich zwar die auf dem Englischen basierende Pidgin-Sprache Tok Pisin als Lingua franca und zur Verbreitung von Missions- und Regierungsschriften sowie ausländischer Literatur, doch nur wenige Menschen konnten es lesen. Nach 1950 erreichte es auch unzugängliche Regionen im Hochland und andere Teile Melanesiens. Die Beeinflussung des Tok Pisin durch die englische Sprache, die seit den 1950er Jahren in den Schulen gebraucht wurde, wurde im Verlauf der Verbreitung immer stärker, es entwickelte sich zu einer komplexeren Kreolsprache und wurde seit den 1970er Jahren vermehrt für die schriftliche Kommunikation genutzt. Doch ist es bisher wenig standardisiert und zerfällt in Dialekte. Daher hat es sich als Literatursprache nicht durchgesetzt.
1932 verfasste der methodistische Prediger Hsea Linge eine Autobiographie, die ins Englische übersetzt wurde. Ulli Beier arbeitete seit 1968 an der University of Papua New Guinea und regte junge Menschen zum Schreiben an. 1969 bis 1974 gab er das Literaturmagazin Kovave heraus. Der erste Roman Papua-Neuguineas (The crocodile, 1970) in englischer Sprache stammt von dem Lehrer und Diplomaten Vincent Eri (1936–1993). Das „Krokodil“ ist eine Anspielung auf die politische und wirtschaftliche Rolle Australiens. Von den älteren Autoren ist der Politiker Albert Maori Kiki (1931–1993) zu nennen, der auch in Deutschland durch seine Autobiographie bekannt geworden ist. Kiki wuchs auf in einer Gemeinschaft von Jägern und Sammlern, ließ sich als Pathologie-Assistenz ausbilden und wurde Gewerkschaftsführer und stellvertretender Premierminister. Herausgeber Kikis war Ulli Beier, der von Kiki besprochene Tonbänder transkribierte. 1969 gründete Beier die Literaturzeitschrift Kovave. Arthur  Jawodimbari übersetzte einige der kosmischen Mythen Papua-Neuguineas in Theaterstücke. Uli Beier gab 1972 die Anthologie The Night Warrior and Other Stories From Papua New Guinea heraus, in der auch eine Erzählung Jawodimbaris enthalten ist.
Der bekannteste Autor Papua-Neuguineas ist der 1950 geborene, in Australien und den USA ausgebildete Romancier, Erzähler und Lyriker Russell Soaba, der an der University of Papua New Guinea lehrte. Sein Roman Maiba (1979) behandelt das Leben einer Häuptlingstochter im Konflikt zwischen Konventionen und Modernisierung einer schwächer werdenden Kultur. Sein Gedichtband Kwamra: A Season of Harvest sammelt Gedichte aus drei Jahrzehnten. Als Lyriker wurde auch Michael Dom (At another crossroads, 2012) bekannt. Die Lyrik findet ihre Vorbilder hauptsächlich in der amerikanischen Slam-Poetry, teils unter Nutzung volkstümlicher Rhythmen. Nur wenige Autoren arbeiten mit traditionellen Techniken. Im englischsprachigen Raum verbreitet sind die Kinderbücher von Leila Parina.
Ein über Papua-Neuguinea hinaus bekannter Literaturpreis ist der nach Eris Roman benannte Crocodile Prize, der von 2010 bis 2018 auf Basis eines Schreibwettbewerbs in sieben Kategorien verliehen und von Bergbau-, Erdöl- und Tabakgesellschaften gesponsert wurde, jedoch wegen Finanzierungsproblemen eingestellt wurde. 2018 wurden 800 Beiträge eingesandt, 166 davon wurden in einer Anthologie abgedruckt. Aktuelle Themen der Kurzgeschichten und Essays sind die Alltagsprobleme der Bevölkerung, die erdrückende kulturelle Dominanz Australiens und die vielen Schulabbrüche sowie der Neotribalismus, der Herausbildung einer papua-neuguineischen Identität im Wege steht.

### Palau
Das kleine Land mit seinen auf 250 Inseln verteilten ca. 20.000 Einwohnern verfügt kaum über gedruckte Literatur. Kunstvoll geschnitzte Storyboards haben jedoch lange Zeit die Überlieferung oraler Traditionen unterstützt. Die Kanadierin Susan Kloulechad, die lange in Palau lebte, hat einige davon aufgezeichnet und auch einen unveröffentlichten Roman verfasst, der auf den Inseln spielt, die hier Lekes genannt werden. Elemente der Kultur Palaus dokumentierte auch der Anthropologe Homer Barnett. Eine Orthographie für die relativ isolierte malayisch-polynesische Sprache der Inseln (Palauisch), neben der auch Englisch und Japanisch gesprochen wird, wurde erst in den 1970er Jahren eingeführt und 2007 gesetzlich fixiert. Aus der deutschen Kolonialzeit hat sich das Wort chausbéngdik (auswendig) erhalten.

### Salomonen
Der religiöse Lyriker Celo Kulagoe (oder Celestin Kulaghoe) stammt von Guadalcanal in der Inselrepublik Salomonen und studierte an der USP. Seine Gedichtbände Where Leaves Had Fallen (1980). Weitere Autoren sind Frederick Butafa, der auch als Maler tätig ist, Jully Sepolo (* 1953, heute Jully Makini), die Autorin des Lyrikbandes Civilised Girl (1981), sowie John Selwyn Saunana (1945–2013), der 1980 den ersten Roman eines Bewohners der Salomonen, eine Streitschrift gegen den Kolonialismus, verfasste (The Alternative), und Rexford Orotaloa (* 1956), der sich mit dem Kulturkonflikt zwischen der aussterbenden indigenen Kultur der Salomonen und der „weißen“ Kultur befasst. Autoren von den Salomonen publizierten oft im Magazin Mana. A South Pacific journal of language and literature. In der Landessprache Pijin existieren nur wenige Texte.

### Vanuatu
Nationalsprachen Vanuatus des früher von England und Frankreich zusammen verwalteten Gebiets sind Englisch, Bislama (eine Pidginsprache) und Französisch. Aus Vanuatu stammen die Politikerin, Feministin und Dichterin Grace Mera Molisa (1946–2002), der Lyriker Albert Leomala, die sowohl in Englisch als auch in Bislama schrieben, sowie die politisch engagierte Lehrerin Mildred Sope und der ehemalige Premierminister von Vanuatu, Donald Kalpokas (1943–2019). Diese beiden Autoren verfassten polemische antikolonialistische Tendenzdichtung in einfacher, direkter Sprache, jedoch mit rhetorischen und mobilisierenden Qualitäten, die an alte orale Traditionen anschließt.

### Fidschi
Die Literatur der Fidschi-Inseln ist stark von indischen Zuwanderern geprägt, die seit Ende der 1870er Jahre angeworben wurden und heute eine intellektuelle und wirtschaftliche Elite bilden. Nach dem Zweiten Weltkrieg bis 1997 bildeten sie die Bevölkerungsmehrheit. Charakteristisch ist die Mehrsprachigkeit der einheimischen Literatur. Diese existiert offiziell jedoch erst seit der Unabhängigkeit 1970, mit der der wichtigste Dialekt Ostfidjis, das zum zentralpazifischen Zweig der malayisch-polynesischen Sprachen gehörende Bauan Fijian mit etwa 300.000 Muttersprachlern, zur National- und Schriftsprache wurde. Neben Bauan, Englisch und Indisch existieren zahlreiche lokale Dialekte. Verbreitet ist auch Fiji-English (ein Basilekt). In Folge der Zuwanderung von Chinesen wird vermehrt auch Kantonesisch und Mandarin gesprochen.
Zum Zentrum der literarischen Arbeit wurde die University of the South Pacific, die bereits bald nach ihrer Gründung 1968 Creative-Writing-Kurse einrichtete. Bekannte Autoren der Fidschi-Inseln sind der Rechtsanwalt Pio Manoa, der in den 1970er und 1980er Jahren Gedichte in englischer Sprache und Fiji (Bauan) veröffentlichte; der ehemalige Labour-Politiker Satendra Pratap Nandan (* 1939), der nach dem Staatsstreich 1987 nach Australien emigrierte und Professor an der Universität Canberra wurde (The wounded sea, 1991), ferner die Frauenrechtlerin und Pazifistin Vanessa Griffen, die durch Kurzgeschichten bekannt wurde, der Dramatiker und Filmregisseur Vilsoni Hereniko (* 1954), der 2004 den ersten Spielfilm aus Fidschi präsentierte, und der Dramatiker und Dozent Jo Nacola (I native no more, 1977), der aus einer Häuptlingsfamilie stammt.
Joseph Veramu verfasste insgesamt über 20 Romane, Bände mit Kurzgeschichten sowie Kinder- und Jugendbücher (Growing up in Fiji, 1984; Moving through the street, dt.: „Durch die Straßen von Suva“, 2000). Neben sozialen Themen wie Jugendarbeitslosigkeit und Kriminalität greift er Aspekte der Globalisierung wie die US-Dominanz auf den Lebensmittelmärkten kritisch auf (Rebound, 2016).
Sudesh Mishra (Diaspora and the difficult art of dying 2002) schreibt Texte und Gedichte in klassischen indischen Formen, aber in englischer Sprache mit Fiji- und Hindi-Worten. Er war Gastdozent in Australien und Europa. Larry Thomas greift als Schriftsteller, Theaterautor und Dokumentarfilmer die Sprache der Unterprivilegierten, das Fiji English auf.
Das Theater spielt in Fidschi eine nicht unbedeutende Rolle bei Aufbau der Identität einer multiethnischen Gesellschaft. Im Vordergrund stehen aktuelle soziale Themen.
Von den periodischen Veröffentlichungen ist die zuerst 1976 erschienene, von Subramani herausgegebene Literaturzeitschrift Mana. A South Pacific journal of language and literature zu nennen, die in den 1980er Jahren eingestellt wurde. Heute erscheint sie in unregelmäßigen Abständen. 2011 fand das erste Fiji Literature Festival, organisiert durch den Schriftstellerverband Fiji Writers Association, statt. An der University of the South Pacific lehrten u. a. Autoren wie Epeli Hau'ofa aus Tonga und Subramani, der in Hindi und Englisch schreibt, Literatur.
Die Finanzkrise, der Putsch des Präsidenten von 2009 und die damit verbundenen Massenentlassungen und Zensurmaßnahmen führten dazu, dass wie schon 1987 viele Autoren, Journalisten, Lehrer und Hochschullehrer nach Australien und in andere Länder emigrierten.

### Kiribati
Orale Überlieferungen wurden von Arthur Francis Grimble und Henry Evans Maude gesammelt und veröffentlicht. Ioteba Tamuera Uriam (1910–1988), ein Musiker, verfasste die Nationalhymne Kiribatis. 
Doch entwickelte sich, bedingt durch fehlende Medien und die weiten Entfernungen zwischen den einzelnen Inseln, kaum ein eigenständiges literarisches Leben. Außerdem sind die Inseln vom Anstieg des Meeresspiegels bedroht, viele Einwohner gehen ins Exil. Typisch für die intellektuelle Elite des Südseeraums ist die Karriere von Teresia Teaiwa, die als Tochter eines Vaters aus Kiribati und einer afroamerikanischen Mutter in Honolulu geboren wurde, in Fidschi aufwuchs, an der University of California, Santa Cruz Geschichte studierte, zunächst an der USP in Fidschi lehrte und im Jahr 2000 an die Victoria-Universität nach Neuseeland ging. Sie veröffentlichte Arbeiten zur Politik, Pädadgogik und Kultur des pazifischen Raums und kritisierte den Militarismus. Heute gilt heute als eine der nationalen Ikonen Kiribatis. Posthum erschien 2021 ihre Anthologie Sweat and Salt Water.

### Marshallinseln

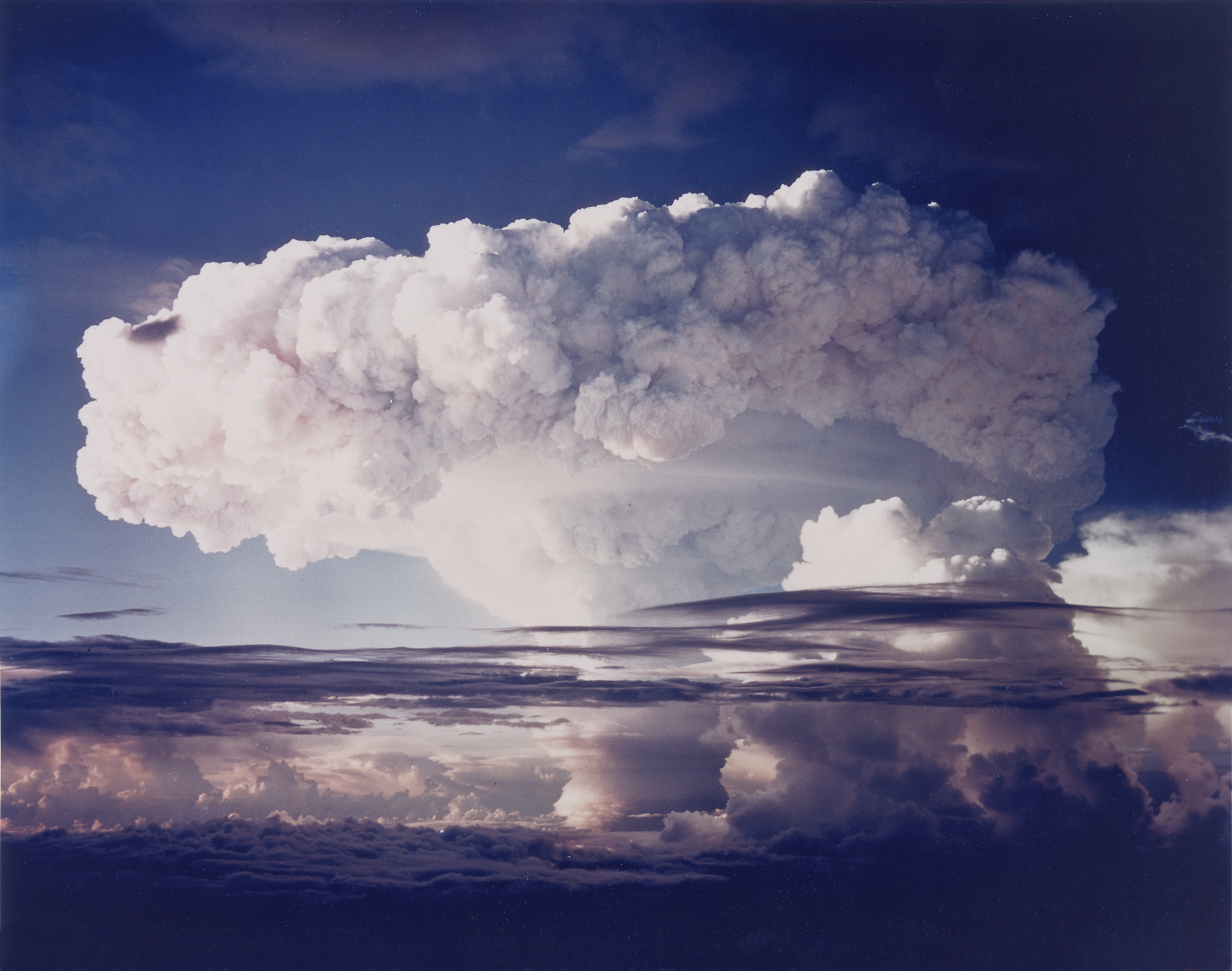
Test einer Wasserstoffbombe am 31. Oktober 1952, durch den die Insel Elugelab vollständig zerstört wurde.

Der Journalist Giff Johnson setzt sich in seinen Büchern mit den Folgen der über 40 amerikanischen Kernwaffentests auf der Inselgruppe und der Erderwärmung auseinander. In Don't ever whisper: Darlene Keju, Pacific health pioneer, champion for nuclear survivors (2013) setzte er seine Frau, der Gesundheitsaktivistin Darlene Keju, ein literarisches Denkmal, die die zahlreichen Fehlbildungen und andere verheerenden Folgen der Atomwaffentests bekannt gemacht hatte und an Krebs starb.

### Pohnpei (Ponape)
Emelihter Kihleng, geboren in Guam, versteht sich als Einwohnerin von Pohnpei und als Feministin. Sie studierte in Hawaii und Neuseeland und war die erste Autorin Mikronesiens, die in englischer Sprache publizierte. Neben einer Gedichtsammlung (My Urohs, 2008) gab sie 2019 den Sammelband Indigenous Literatures from Micronesia heraus. 2019/20 weilte sie zu einem Kurs für Museumswissenschaftler und -kuratoren in Hamburg. Außerdem nahme sie als Postdoc-Researcher an einem ethnologischen Projekt der Ludwig-Maximilians-Universität München teil. Sie lebt heute wieder in Guam und wird oft als amerikanische Autorin bezeichnet.

### Nauru
Timothy Detudamo, ein Oberhäuptling aus Nauru, sammelte 1938 eine Reihe von Erzählungen und Legenden, die erst nach 70 Jahren übersetzt wurden (Legends, traditions and tales of Nauru, 2008), jedoch sind sie offenbar kaum noch verständlich. Makerita Va'ai und Momoe Von Reiche – die aus Samoa stammen und beide selbst schreiben – unterstützten die Gründung eines Schriftstellerverbandes auf Nauru und förderten junge Autoren. Joanne Ekamdeiya Gobure (* 1982) verfasst überwiegend religiöse Texte in englischer Sprache.

### Samoa (bis 1997: Westsamoa)

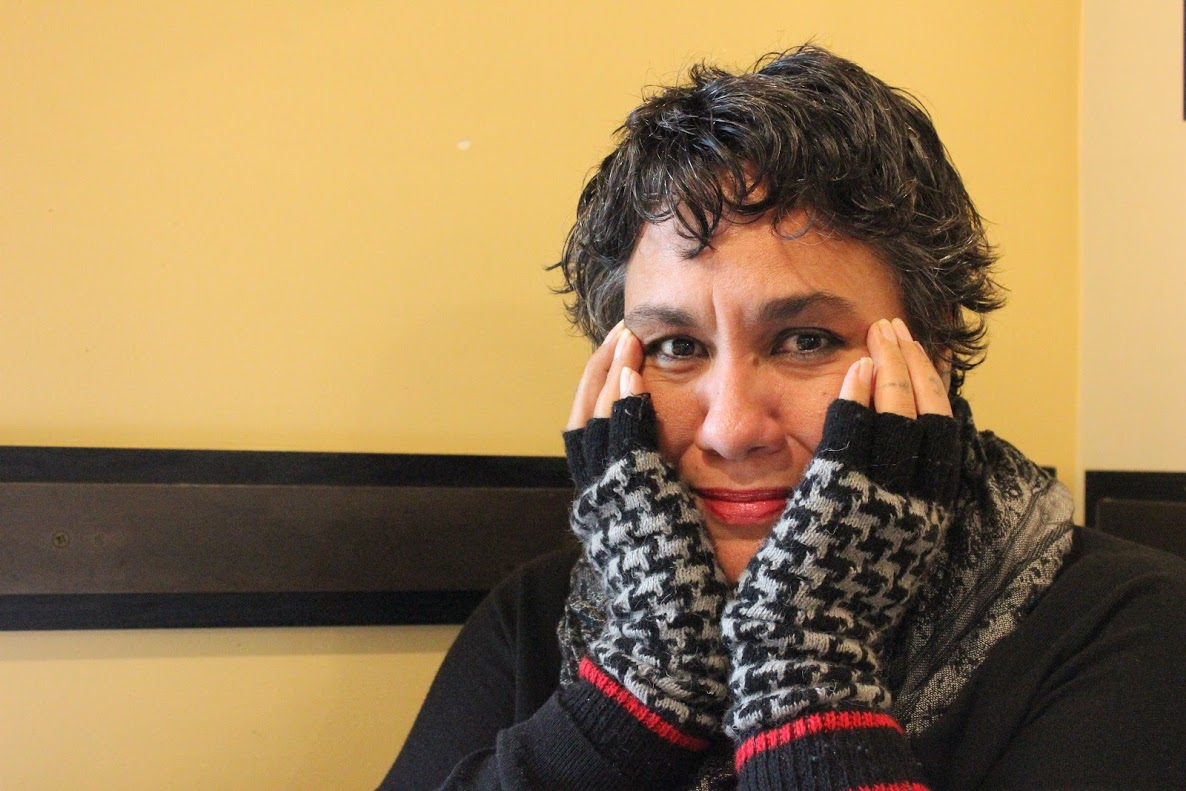
Sia Figiel, Selbstporträt

Schon um 1880 erschienen die ersten Übersetzungen religiöser Werke in samoanischer Sprache. Umgekehrt wurden fagogo, performative Texte aus Samoa, während der Kolonialzeit früh ins Deutsche (von Paul Krämer) und Englische ubersetzt.

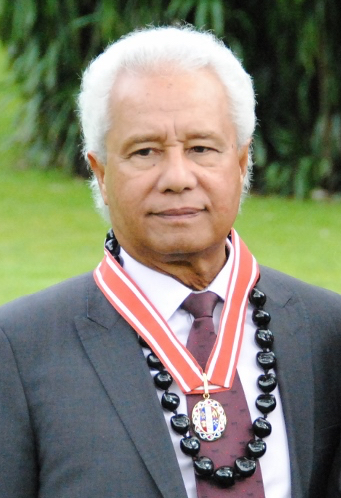
Albert Wendt (2013)

Zu den wichtigsten und international bekanntesten Autoren zählt Albert Wendt (* 1939) aus Apia in Samoa, der seine Schul- und Studienzeit teilweise in Neuseeland verbrachte und den ersten samoanische Roman (Sons for the return home, 1973) verfasste, in dem er Geschichten aus seiner Heimat und Erfahrungen der samoanischen Emigranten in Neuseeland verarbeitete und auch Pidgin benutzte. 1979 folgte Leaves of the Banyan tree, eine Familiensaga über den Aufstieg und Niedergang dreier Generationen eines Clans. Wendt schrieb auch Erzählungen, Gedichte, Drehbücher und ein Theaterstück. Er trat auch als Herausgeber von Anthologien mit südpazifischer Literatur hervor und lehrte in Neuseeland und Hawaii. Wendt kritisierte die Idealisierung des Lebens in Samoa durch Kulturanthropologin Margret Mead. Auch war er sich wie andere pazifische Schriftsteller (Pio Manoa,  Subramani, Konai Helu Thaman) früh bewusst, dass die Propagierung eines an lokalen Traditionen orientierten  Pacific Way als „Ideologie geeignet war, neue Machteliten zu etablieren. Nation-building war in diesem  Zusammenhang für ihn ein ebenso fragwürdiges Konzept wie preserving culture oder national identity.“
Sia Figiel (* 1967) schreibt Romane und Lyrik und malt. Bekannt wurde sie durch den Roman Where we once belonged (1999; dt. „Alofa“) über ein Mädchen, das in der popkulturell geprägten samoanischen Gesellschaft aufwächst und versucht, die Traditionen zu wahren. Ihre Werke greifen traditionelle samoanische Erzählformen auf und wirken dadurch besonders intensiv im mündlichen Vortrag. Die Autorin setzt sich auch mit Tabuthemen auseinander und versucht aufklärend gegen die Folgen des hohen Zuckerkonsums Adipositas und Diabetes mellitus zu wirken. Sie erhielt 1997 den Commonwealth-Schriftsteller-Preis für das beste Buch der asiatisch-pazifischen Region.

### Amerikanisch-Samoa
Fofó Iosefa Fiti Sunia gründete die erste Zeitung in Amerikanisch-Samoa, wurde in den amerikanischen Kongress gewählt und veröffentlichte Bücher zur Geschichte des Territoriums. Tialuga Seloti ist Lehrer und Schriftsteller. Vena Sele veröffentlichte 2007 ihre Autobiographie Memoirs of a Samoan, Catholic and Fa'afafine, in dem sie ihr Leben als Schönheitskönigin, Fa'afafine (Mann, der sozial als Frau behandelt wird und diese Rolle freiwillig übernimmt) und Abgeordnete beschrieb. Zu nennen sind ferner Eti Sa'aga mit dem Gedichtband Me, the laborer, der Autor und Herausgeber John Enright und Caroline Sinavaiana-Gabbard (Alchemies of Distance, 2002), die heute an der University of Hawaii tätig ist.

### Cookinseln
Eine Autorin der Cookinseln ist Marjorie Tuainekore Crocombe, Ehefrau des 2009 verstorbenen Ron Crocombe, einem Hochschullehrer an der USP. Zu nennen sind ferner die Lyriker und Herausgeber des Bandes Tipani: poems of the Cook Islands (1991), Kauraka Kauraka (1951–1997) und Makiuti Tongia (* 1953), sowie Thomas Davis, der 1987 bis 1998 auch Premierminister seines Landes war. Kauraka schrieb auch auf Rarotonganisch, das mit dem Maori verwandt ist.

### Niue

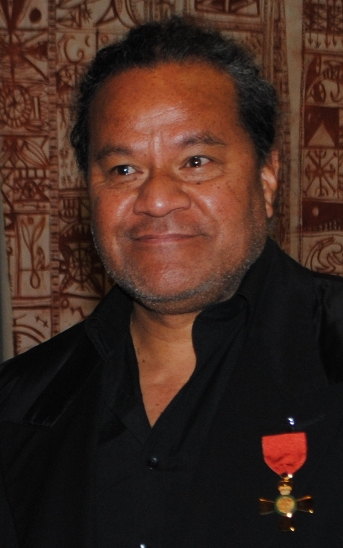
John Pule (2012)

Aus Niue stammt John Puhiatau Pule (* 1962), der die Insel als Kind verließ, aber stets den Kontakt nach Niue hielt und 2013 wieder aus Neuseeland zurückkehrte. Er ist durch Romane wie The Shark That Ate the Sun: Ko E Mago Ne Kai E La (1992), bekannt geworden. Seine Themen reichen von der polynesischen Kosmologie bis zur Kolonialismuskritik. Als Maler hatte er zahlreiche internationale Ausstellungen, auch in Europa.

### Tonga
Seit den 1970er Jahren veröffentlichen Autoren aus Tonga Kurzgeschichten und Gedichte. Von Epeli Hau'ofa, einem Sozialwissenschaftler, stammt die satirische Sammlung Tales of the Tikongs (1973) über die korrupte Inselgesellschaft und inkompetente Entwicklungshelfer, die funktionierende Traditionen zerstören, sowie der satirische Roman Kisses in the Nederend (1987). Die Geographin, Kulturwissenschaftlerin und Lyrikerin Konai Helu Thaman (* 1946) wurde auf Tonga geboren, studierte in Neuseeland, USA und Fidschi und lehrte an der USP. Sie arbeitete auch für die UNESCO. Die zweisprachige Zeitschrift Faikava veröffentlicht Arbeiten in Englisch und Tonga, ein von über 100.000 Menschen gesprochener Zweig des Polynesischen.

### Hawaii

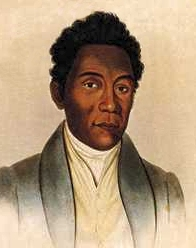
David Malo, Bibelübersetzer und Historiker

Die ältesten, heute äußerst wertvollen Kompilationen von historischen Ereignissen, Traditionen und Mythen in hawaiianischer Sprache stammen von einheimischen Missionaren und Historikern des frühen 19. Jahrhunderts wie John Papa ʻĪʻī, Samuel Kamakau und David Malo (1793–1853), der auf Anregung des US-Missionars Sheldon Dibble 1838 das erste hawaiianische Geschichtsbuch herausgab. König Kalākaua (1836–1891) war ein großer Förderer der hawaiianischen Kultur und trug zur Erhaltung der oralen Traditionen bei. Nach der Annexion durch die USA 1898 kam die Literaturproduktion in hawaiianischer Sprache zum Erliegen. Viele amerikanische Autoren interessierten sich jedoch für hawaiianische Themen und publizierten oral tradierte Texte in englischer Sprache. So verarbeitete Jack London Episoden aus der hawaiianischen Geschichte nach dem Ende der Monarchie und während der frühen Zeit der US-Annexion in seinen Südseegeschichten.
Seit den 1990er Jahren kommt es unter dem Einfluss der pazifischen Literatur zu einer Renaissance der Hawaiian awareness und zur Entdeckung der Gemeinsamkeiten mit den südpazifischen Völkern. Kiana Davenport behandelt in ihren Familiensagas polynesische Traditionen, hawaiianische Geschichte und Gesellschaft vom 18. Jahrhundert bis heute. Zu nennen sind weiterhin Lois-Ann Yamanaka, Frances Kakugawa und die Autorin des bekannten Romans The descendents, Kaui Hart Hemmings. Einige Autoren haben japanische Wurzeln.
Auf Hawaii existiert eine eigene Zeitschriftenlandschaft, so dass umfangreiche lokale Publikationsmöglichkeiten für kleinere Texte bestehen. Die University of Hawaii pflegt die Literatur des US-Bundesstaats. Die Stiftung Read Aloud America mit Sitz in Honolulu fördert das Lesen, die Verbreitung von und den Umgang mit Literatur schon im Kindesalter, bietet aber auch Programme für Erwachsene an.

## Literatur in Hindi auf Fidschi
Indisch (Hindustani) wird auf Fidschi in den Varianten Hindi, Urdu und Fiji-Hindi gesprochen, wobei das letztere zunehmend dominiert. Geschichten aus dem Ramayana haben sich in Form volkstümlicher Erzählungen erhalten.
Joginder Singh Kanwal folgte seinem Vater 1958 nach Fidschi und schreibt auf Englisch und Fiji-Hindi (The New Migrant, 2006). Wegen des Putsches von 1987, der sich gegen die Vorherrschaft der Inder richtete, verließen verschiedene indischstämmige Intellektuelle wie der Lyriker Sudesh Mishra (Rahu, 1987) das Land und wanderten vor allem nach Australien aus. Die verbleibenden Autoren thematisieren häufig die Ungerechtigkeiten und die Ausbeutung, die sie jahrzehntelang als billige Arbeitskräfte erfuhren.
Einer der wichtigsten Autoren, der in Fiji-Hindi und Englisch veröffentlicht, ist Subramani, der mit Duaka Puraan (2001) den ersten Roman in Fiji-Hindi verfasste. Sein neuer Roman Fiji Maa: Mother of a Thousand (2019) thematisiert den Sprach- und Traditionsverlust durch die Übernahme der flexiblen und leicht zu erlernenden englischen Sprache, was zu schablonenhaftem Denken führen kann. Subramani ist heute (2019) Vizekanzler der neu gegründeten University of Fiji.

## Frankophone Literatur Ozeanien des 20. Jahrhunderts

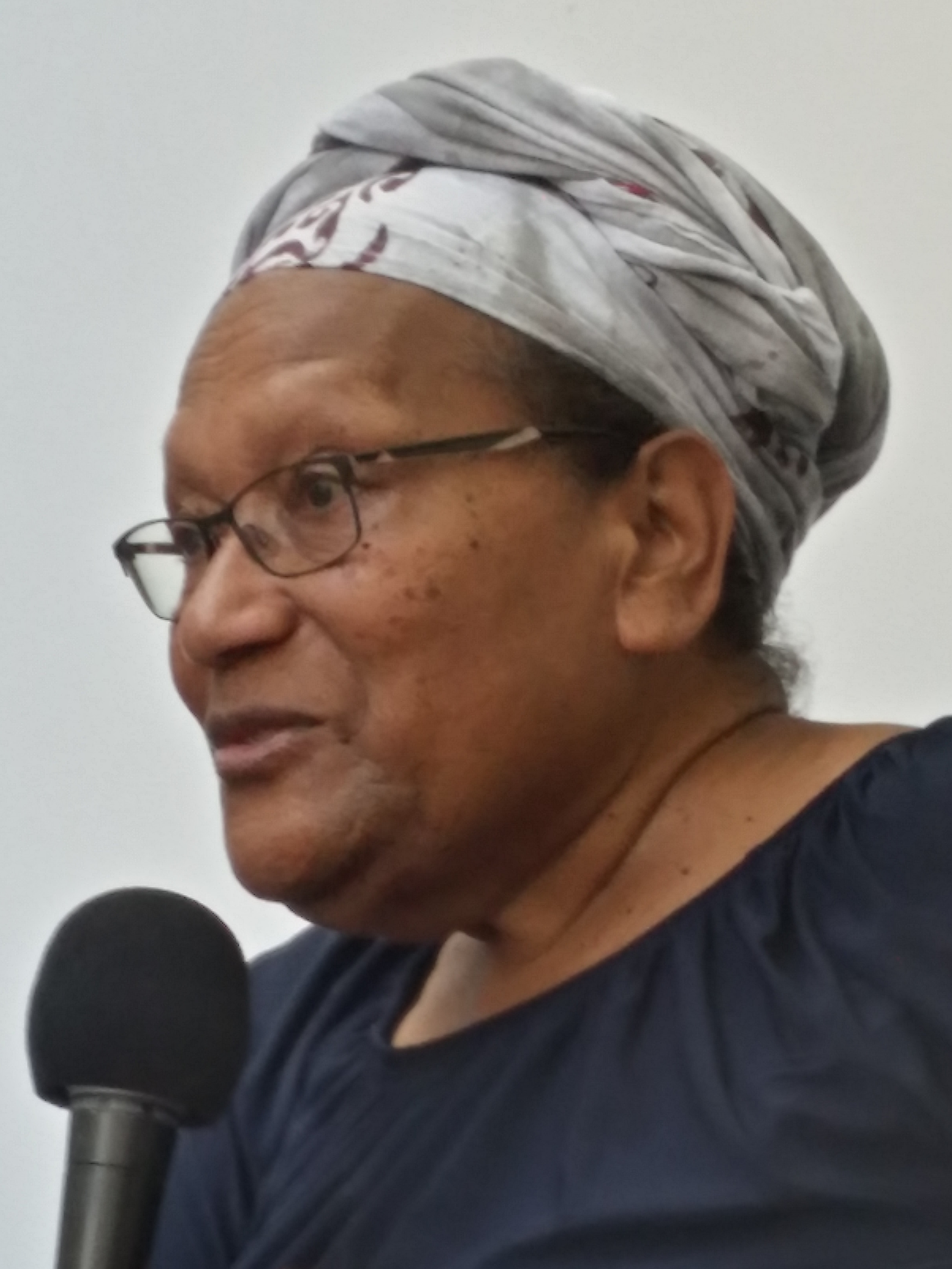
Déwé Gorodey (2016)

Die Literatur Neukaledoniens ist noch kaum, die Tahitis vergleichsweise schwach entwickelt.

### Neukaledonien
Neukaledonien verfügt über einen reichen Schatz oraler Literatur, der noch wenig erforscht ist. Heute ist er teilweise noch in der selbstverwalteten Aire coutumière beim Volk der Kanak lebendig.
Jean Mariotti (1901–1976), Sohn korsischer Einwanderer nach Neukaledonien, ging schon mit 23 Jahren nach Paris, sein Werk blieb aber von den traditionellen Legenden der Kanak beeinflusst. Der Lehrer Nicolas Kurtovitch (* 1955), Sohn eines bosnischen Immigranten, amalgamiert in seiner Lyrik vielfältige kulturelle Einflüsse aus der Region, aus Europa und Asien. Er war der erste Präsident der neukaledonischen Schriftstellervereinigung, zahlreiche Gastaufenthalte führten ihn ins Ausland. Die neukaledonische Politikerin Déwé Gorodey (1949–2022) setzte sich für die kulturelle Identität der Kanak ein. Sie verfasste zahlreiche Romane, Erzählungen, Essais und ein Theaterstück.

### Vanuatu
Den ersten Roman Vanuatus (ein früheres französisch-britisches Kondominium) publizierte 2007 der Musiker Marcel Melthérorong (* 1975 in Neukaledonien) in französischer Sprache (Tôghàn). Darin thematisierte er die Entwurzelung der melanesischen Jugendlichen.

### Französisch-Polynesien

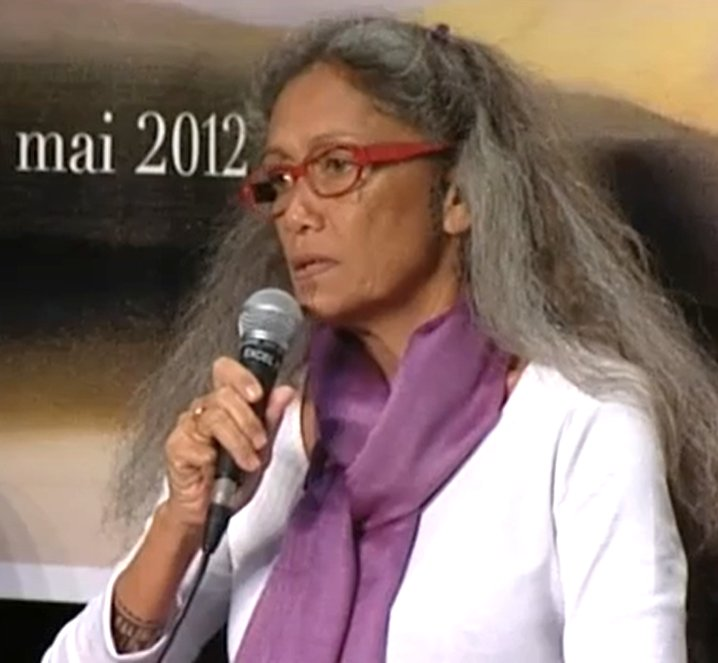
Chantal Spitz (2012)

Die rigide französische Sprachpolitik unterdrückte den Gebrauch der polynesischen Sprachen außerhalb der Familien mit Ausnahme der Tahitianischen Sprache, und auch innerhalb der Familien nimmt er ab. Einige Sprachen und Dialekte sind daher vom Aussterben bedroht. Literatursprache ist ausschließlich Französisch.
Den ersten Roman einer indigenen polynesischen Autorin verfasste Chantal Spitz (* 1954) aus Papeete (Tahiti) mit L'Ile des rêves écrasés (1991; engl. Island of Shattered Dreams), die die Geschichte der geplatzten Träume mehrerer Generationen der Inselbewohner erzählt. Wegen ihrer radikalen Kritik an der französischen Kolonialpolitik wurde sie mehrfach heftig angegriffen. 2002 gründete sie mit Patrick Amaru und anderen die Zeitschrift  Littérama’ohi.
Für Tahiti sind ferner zu nennen: der in Moorea geborene Dichter, Dramaturg und Filmemacher Henri Hiro (1944–1990), der sich politisch für die sozialen und wirtschaftlichen Rechte der Polynesier engagierte, die Autorin Michou Chaze (* 1950), die in tahitianischem Französisch schreibt, der Dichter Hubert Brémond, Verfasser der informellen Nationalhymne Porinetia, dessen Arbeiten sich zwischen nostalgischer Erinnerung und Protest gegen die französischen Atomversuche bewegen, und Célestine Hitiura Vaite (* 1966), die in Australien lebt und in englischer Sprache schreibt (Breadfruit, 2000).